# حقول الفراولة للأبد (أغنية)

حقول الفراولة للأبد (بالإنجليزية: Strawberry Fields Forever) أغنية لفريق الروك البريطاني البيتلز، كتبها جون لينون ونسبت إلى الثنائي «لينون/ مكارتني». صدرت في 13 فبراير 1967 على اسطوانة صغيرة وجهها الآخر أغنية «بيني لاين Penny Lane» والأغنيتين يمكن اعتبارهم الوجه الأول. مثلت «حقول الفراولة للأبد» خروجًا عن المعتاد في الأغاني الفردية السابقة للمجموعة، وتجربة إستماع جديدة لجمهور البوب المعاصر، في حين أنها في البداية قسمت، وأربكت نقاد الموسيقى، ومعجبي الفريق، فقد أثبتت أنها ذات تأثير كبير على نوع الموسيقى الناشئ المسمى «سيكاديلك psychedelic»، وبالمثل، يُعرف الفيلم الترويجي المصاحب للأغنية بأنه عمل رائد في مجال صناعة الفيديو الموسيقي.
استند لينون، في كتابة الأغنية، إلى ذكريات طفولته عندما كان يلعب في حقول الفراولة، ومنزل أطفال جيش الخلاص في ليفربول. قضت الفرقة 45 ساعة في الاستوديو ابتداءً من نوفمبر 1966، موزعة على خمسة أسابيع، لتسجيل ثلاثة نسخ من الأغنية. جمع التسجيل النهائي بين اثنين من تلك النسخ، والتي كانت مختلفة تمامًا في الإيقاع والمزاج والمفتاح الموسيقي. كانت تتميز بأدوات مسجلة عكسيًا، وأصوات الفلوت، والميلوترون (آلة موسيقية كهربائية ميكانيكية)، والقانون الهندي swarmandal، حلقات شريطية (في الموسيقى: حلقات الشريط عبارة عن حلقات من شريط مغناطيسي تُستخدم لإنشاء أنماط موسيقية متكررة إيقاعية أو طبقات كثيفة من الصوت)، ونهاية موسيقى متدرجة إلى الزوال أو متدرجة من الزوال إلى الظهور مرة أخرى، بالإضافة إلى تشيلو وتوزيع نحاسي بقيادة المنتج جورج مارتن. بالنسبة للفيلم الترويجي، استخدمت الفرقة تقنيات تجريبية مثل التأثيرات العكسية والقفزات والتراكب.
كانت «حقول الفراولة للأبد» هي الأغنية الأولى التي يسجلها الفريق بعد الانتهاء من ألبوم «المسدس Revolver» وكان من المفترض أن يتم تضمينها في الألبوم القادم  «فريق نادي الرقيب بيبر للقلوب الوحيدة Sgt. Pepper's Lonely Hearts Club Band»، ولكن بضغط من شركة التسجيل وإدارته، ورغبتهم لمنتج جديد، اضطر الفريق إلى إصدار الأغنية منفردة، ثم التزمت بفلسفتهم المتمثلة في حذف الأغاني الفردية التي تم إصدارها مسبقًا من ألبوماتهم (لا ألبوم يتضمن أغنية قديمة). وصلت الأسطوانة ذات الجانب (A) المزدوج إلى ذروتها في المركز الثاني على قائمة أفضل الأغاني، وبالتالي كسرت سلسلة الأربع سنوات من تصدر القوائم في المملكة المتحدة (كانت السنوات من 1963 إلى 1966 تشهد أغاني البيتلز تصل إلى المركز الأول في القوائم البريطانية)، وفي الولايات المتحدة، بلغت أغنية «حقول الفراولة للأبد» المركز الثامن على قائمة بيلبورد هوت 100، مما أثار استياء الفريق، ومن ثم تم تضمين الأغنية لاحقًا ضمن ألبوم «جولة سحرية غامضة Magical Mystery Tour» النسخة الأمريكية.
اعتبر لينون «حقول الفراولة للأبد» أفضل أعماله مع فريق البيتلز، وبعد وفاته، تم تسمية قسم من سنترال بارك في نيويورك على اسم الأغنية. صدر في عام 1996 أول تسجيل قديم للأغنية، وهو تسجيل من عام 1966 تم اهماله، في تجميع Anthology «مقتطفات أنثولوجي 2». تم تجميع نسخة جديدة  في عام 2006، لألبوم ريمكس.

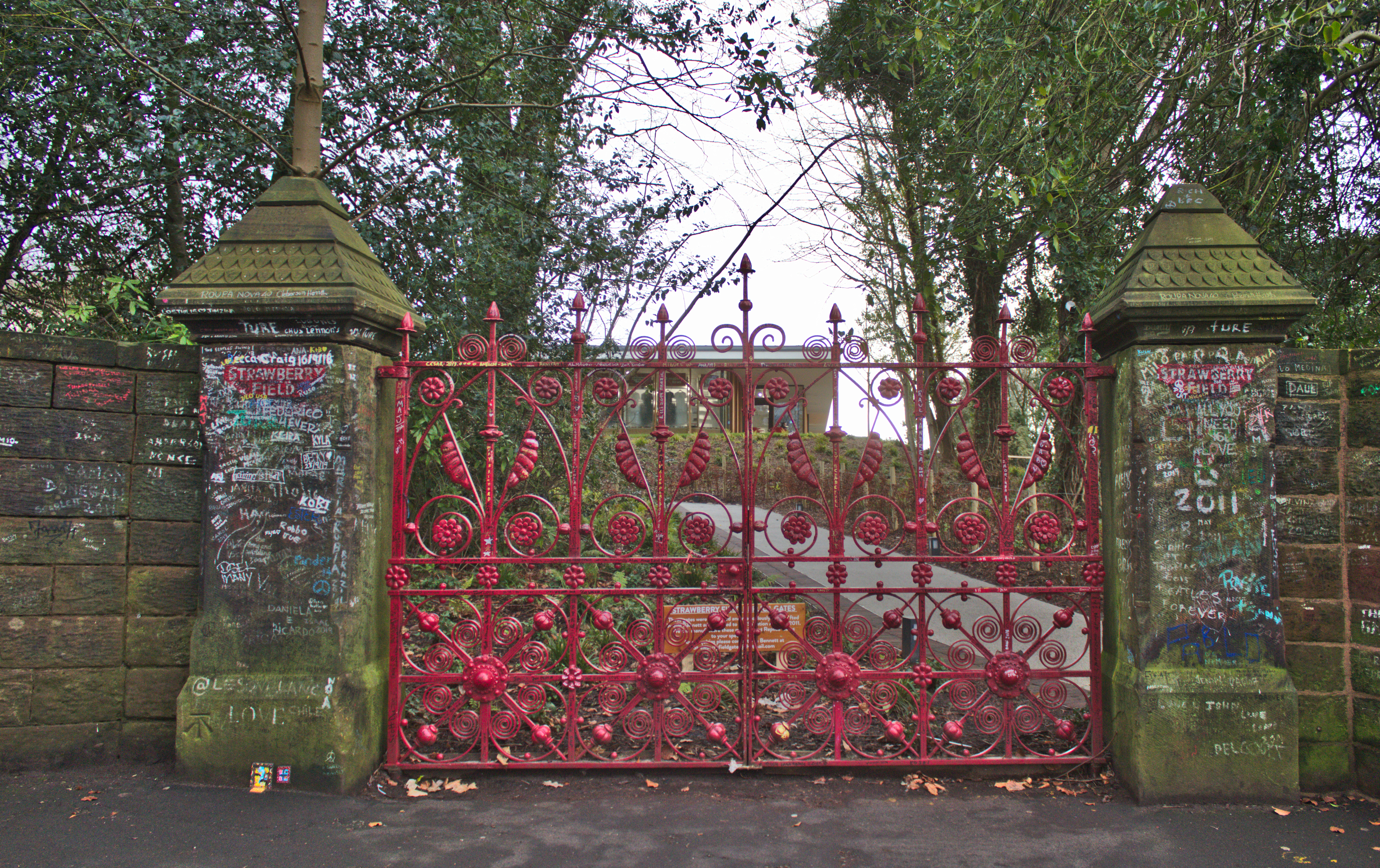
حقول الفراولة

## خلفية الأغنية
حقل الفراولة هو اسم منزل أطفال جيش الخلاص بالقرب من منزل طفولة جون لينون في وولتون، إحدى ضواحي ليفربول. اعتاد لينون وأصدقاؤه بيت شوتون، ونيجل والي، وإيفان فوغان اللعب في الحديقة ذات الأشجار الكثيفة خلف المنزل. كانت إحدى هدايا طفولة لينون هي حفلة الحديقة التي أقيمت كل صيف في كالديرستون بارك، بالقرب من المنزل، حيث عزفت فرقة نحاسية تابعة لجيش الخلاص. قالت عمة لينون «ميمي سميث»: «كان هناك شيء ما في المكان كان يسحر جون دائمًا. كان بإمكانه رؤيته من نافذته. اعتاد سماع فريق جيش الخلاص وهو يعزف في حفلة الحديقة، وكان يسحبني من يدي قائلاً، أسرعِ يا ميمي، سوف نتأخر».
بدأ لينون في كتابة «حقول الفراولة للأبد» في ألميريا، بإسبانيا، أثناء تصوير فيلم ريتشارد ليستر «كيف ربحت الحرب How I Won the War» (الفيلم الغير موسيقي الوحيد الذي اشترك لينون في تمثيله) في سبتمبر-أكتوبر 1966. كان فريق البيتلز قد تقاعد للتو من القيام بجولة بعد واحدة من أصعب الفترات في مسيرة الفريق، والتي تضمنت الجدل الذي دار بعد ملاحظة أدلى بها جون لينون في مقابلة أجريت في مارس 1966، قائلاً أن الجمهور كان مولعًا بالفريق أكثر من يسوع، وأن الإيمان المسيحي كان يتراجع إلى الحد الذي قد تفوقه موسيقى الروك، وكون الفريق قد أصبح هدفًا لعنف الغوغاء كرد فعل على ازدرائهم غير المتعمد للسيدة الأولى للفلبين إيميلدا ماركوس. العمل على فيلم ليستر دون زملائه في الفرقة جعل لينون يشعر بالضعف؛ وفقًا لزوجته سينثيا، فقد كان أيضًا مذهولًا عندما علم في أواخر أكتوبر أن ألما كوجان، المغنية الإنجليزية التي «خصصها لتحل محل العمة ميمي في عواطفه»، قد توفيت في لندن عن عمر يناهز 34 عامًا.
التسجيلات الأولى التي التزم لينون بتسجيلها للأغنية في سبتمبر، لم تكن هناك إشارة إلى حقول الفراولة. يقول المؤلف ستيف تورنر إنه في هذه المرحلة، من المرجح أن لينون استوحى الإلهام من رواية السيرة الذاتية لنيكوس كازانتزاكيس، تقرير إلى غريكو، التي كان يقرأها في ألميريا وتخبرنا عن كاتب يبحث عن المعنى الروحي.

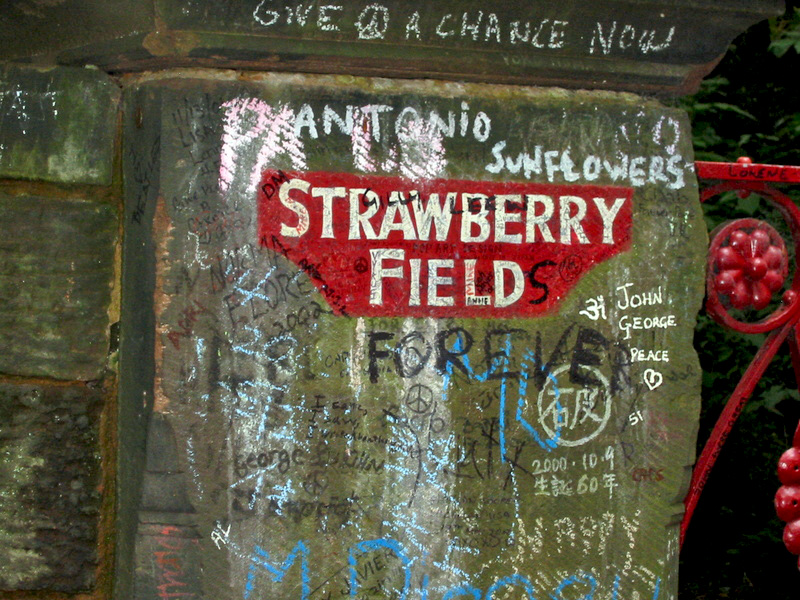
دار أيتام جيش الخلاص التي أطلق عليها فريق البيتلز اسم "حقول الفراولة للأبد"

## طاقم العزف والتسجيل
جون لينون: غناء - جيتار إيقاع - بونجوس - ميلوترون (في النهاية).
بول مكارتني: ميلوترون (في تسجيل القطعة السابعة) - جيتار باس – بيانو - جيتار رئيسي (في النهاية) - تيمباني – بونجوس.
جورج هاريسون: جيتار رئيسي (خلال 7 أجزاء) - جيتار منزلق - سوارماندال - تيمباني – ماراكاس.
رينجو ستار: طبول - إيقاع
موسيقيون إضافيين
جورج مارتن: تشيللو - بوق

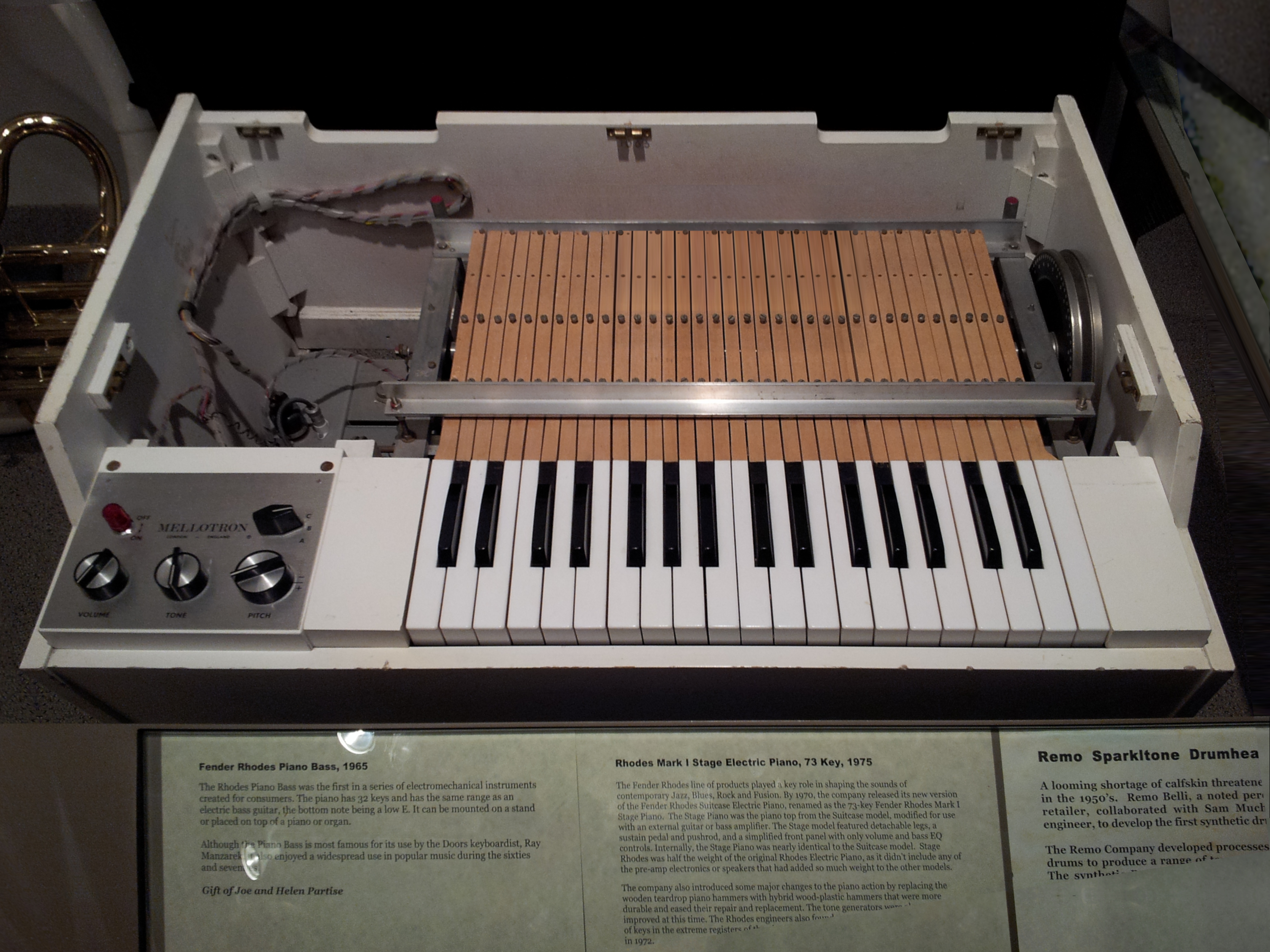
ميلوترون (آلة موسيقية كهربائية ميكانيكية)

مال إيفانز: تامبورين (آلة موسيقية من عائلة الإيقاع تتكون من إطار، غالبًا من الخشب أو البلاستيك)
نيل اسبينال: جيرو (آلة قرع من أمريكا اللاتينية تتكون من قرع مجوف مفتوح النهايات مع شقوق متوازية مقطوعة في جانب واحد. يتم لعبها عن طريق فرك عصا أو أسنان على طول الشقوق لإنتاج صوت السقاطة).
تيري دوران: ماراكاس (زوج شخشيخة)
عزف بوق: توني فيشر - جريج بوين - ديريك واتكينز - ستانلي رودريك.
عزف تشيللو: جون هول - ديريك سيمبسون - نورمان جونز.

جون لينون

## كلمات الأغنية
دعني آخذك معي Let me take you down
لأني ذاهب إلى حقول الفراولة Cause I'm going to strawberry fields'
لا شيء حقيقي ولا شيء يمكن التعلق به Nothing is real, and nothing to get hung about
حقول الفراولة للأبد Strawberry fields forever
الحياة سهلة بعيون مغلقة Living is easy with eyes closed
وعدم فهم كل ما تراه Misunderstanding all you see
إنه من العسير أن تكون شخصاً ما It's getting hard to be someone
لكن كل شئ يمكن ان ينجح But it all works out
وهذا لا يعني الكثير لي It doesn't matter much to me
دعني آخذك معي... Let me take you down
لا أحد على ما أظن في شجرتى No one I think is in my tree
أعني أنه إما عالياً أو منخفضاً I mean, it must be high or low
هذا هو.. أنت تعلم أنه لا يمكنك ضبطه That is, you can't, you know, tune in
ولكن كل شيء على ما يرام But it's all right
ذلك هو.. لا أعتقد أن ذلك سئ للغاية That is, I think it's not too bad
دعني آخذك معي... Let me take you down
دائماً أعرف، أحيانا أعتقد أنه أنا Always, no sometimes, think it's me
لكنك تعلم أني أعرف متى يكون حلماً But you know I know when it's a dream
أعتقد أني أعلم، أقصد «أجل» لكن كليهما خطأ I think I know I mean a yes, but it's all wrong
ذلك هو.. أعتقد أني لا أوافق That is I think I disagree
دعني آخذك معي Let me take you down
لأني ذاهب إلى حقول الفراولة Cause I'm going to strawberry fields'
لا شيء حقيقي ولا شيء يمكن التعلق به Nothing is real, and nothing to get hung about
حقول الفراولة للأبد Strawberry fields forever

## استقبال الأغنية
أعترف ديريك جونسون، من صحيفة نيو ميوزيكال اكسبريس، بكونه مفتونًا ومرتبكًا بالأغنية، وكتب: «من المؤكد أنها الأغنية المنفردة الأكثر غرابة والأكثر خروجًا على المألوف، التي أنتجها فريق البيتلز حتى الآن، من حيث المحتوى الغنائي والتسجيل. بصراحة تامة، لا أعرف حقًا ماذا أفعل تجاهها»، ووفقًا لكاتب سيرة فريق البيتلز روبرت رودريغيز، فإن تعليقات جونسون تمثل «الحيرة ومزاج القلق» الذي أثارته الأغنية في البداية في اضغط على الموسيقى.
بدأت الصفات التجريبية للأغنية طفرة في الخطاب النقدي المستمر في الولايات المتحدة، حول جماليات، وفن موسيقى البوب، حيث سعى الكتاب، بالتركيز على أعمال البيتلز، إلى رفع مستوى البوب في المشهد الثقافي لأول مرة، ومن بين هذه التقييمات، الإشادة التي أشادت بها مجلة تايم بالأغنية باعتبارها: «أحدث عينة من الإبداع المذهل لفريق البيتلز»، وكتبت المجلة منذ عام 1963: «تطور فريق البيتلز ليصبح القوة الفردية الأكثر إبداعًا في موسيقى البوب. أينما ذهبوا، يتبعهم الناس... وإلى أين ذهبوا في الأشهر الأخيرة، لم يكن حتى أكثر مناصريهم المتحمسين يحلم به على الإطلاق. لقد قاموا بسد الفجوة التي لا يمكن اجتيازها حتى الآن بين موسيقى الروك والكلاسيكية، حيث قاموا بمزج عناصر باخ والموسيقى الشرقية والإلكترونية مع الترنغ الكلاسيكي لتحقيق الأصوات الأصلية الأكثر إلحاحًا التي تم سماعها في موسيقى البوب»، واختتمت المجلة بالقول: «إن العديد من التنافر، والأصوات الغريبة لعصر الفضاء في الأغنية كانت نتاجًا جزئيًا لسرعتها، واتجاهها المتغير ... هذا ليس شيئًا جديدًا على الملحنين الإلكترونيين، ولكن استخدام مثل هذه الأساليب في موسيقى البوب الأغنية تكهرب».
اعترف ويليام مان من صحيفة التايمز في مقالته عن ألبوم «الرقيب بيبر» في يونيو 1967، بأن فريق البيتلز: «هم من أبدعوا انتشار مجموعات الصوت التي يتم التلاعب بها إلكترونيًا ... في بعض التسجيلات، يكون هذا مجرد تأثير عام، ولكن في» حقول الفراولة«، تم تطبيقه بشكل شعري ودقيق».
وصف ريتشي أنتربيرغر (صحفي، وكاتب متخصص في الموسيقى) على موقع "أول ميوزك" الأغنية بأنها "واحدة من أفضل إنجازات فريق البيتلز وواحدة من أفضل مؤلفات الثنائي "لينون مكارتنى".
كتب إيان ماكدونالد في كتابه «ثورة في الرأس»: «الأغنية تظهر تعبيراً عن مرتبة عالية ... قلة من الملحنين المعاصرين، إن وجدوا، قادرون على إظهار المشاعر والخيال المباشر والعفوي والأصلي».
أدرج جون سافاج «حقول الفراولة للأبد» في عدد يونيو 1997 من مجلة موجو، على قائمته «سايكديليا: أعظم 100 من الكلاسيكيات» وكتب: «عندما ظهرت هذه لأول مرة على الإذاعة في أوائل عام 1967، بدا وكأنها لا تشبه أي شيء آخر، مع مقطع صوتي متصدع، نحاسي غير متناغم وأوتار مضطربة».
صنفت مجلة رولينج ستون «حقول الفراولة للأبد» في عام 2010، في المرتبة الثالثة على قائمتها «أعظم 100 أغنية بيتلز»، وصنفتها مجلة موجو، في عام 2006، على أنها ثاني أفضل أغنية لفريق البيتلز بعد «يوم في الحياة». صنفت شركة «اكليمد ميوزك» الأغنية بأنها الأغنية رقم 23 الأكثر شهرة في كل العصور.
حققت الأغنية على موقع يوتيوب عدد يقترب من 54 مليون مشاهدة، مع الفيلم الترويجي، وحققت عدد يقترب من 6 ملايين مشاهدة لنسخة عام 2009 المعدلة.

## الأغنية على القوائم حول العالم
احتلت الأغنية المركز الأول في: أستراليا – بلجيكا – هولندا – النرويج – السويد.
احتلت المركز الثاني في المملكة المتحدة.
احتلت المركز الخامس في نيوزيلندا.
ظهرت الأغنية في المركز الثامن على قائمة هوت بيلبورد، كما ظهرت في المركز العاشر على قائمة كاش بوكس في الولايات المتحدة.
حصلت الأغنية على جائزة الاسطوانة الفضية من الرابطة التجارية لصناعة الموسيقى البريطانية (BPI) المسجلة في المملكة المتحدة.

## فيلم ترويجي للأغنية
كان بريان إبشتاين، مدير أعمال الفريق، وبحلول يناير 1967، يتعرض لضغوط من شركة تسجيلات الفريق لإصدار أغنية منفردة جديدة . أخبره جورج مارتن، منتج الفريق، أنهم قاموا بتسجيل «حقول الفراولة للأبد»، و«بيني لين»، والتي، في رأيه، كانت «أغنيتين رائعتين على الإطلاق». تم اتخاذ القرار بإصدار اسطوانة صغيرة تحمل الأغنيتين، كأغنية فردية مزدوجة الجانب. أنتج الفريق مقطعًا فيلميًا لأغنية «حقول الفراولة للأبد»، في استمرار لسياستهم منذ عام 1965 في تجنب الحاجة إلى الترويج لأغنية ذات ظهور شخصي متعدد على شاشات التلفزيون. تم تصويره في 30 و 31 يناير 1967 في نول بارك (موقع بيولوجي تبلغ مساحته 947 فدانًا، ذو أهمية علمية خاصة).
أخرج المقطع بيتر غولدمان، وهو مخرج تلفزيوني سويدي استوحى إلهامه في عمله من أسلوب ليستر في فيلم البيتلز عام 1964 ليلة صعبة. تم ترشيح جولدمان لفريق البيتلز من صديقهم المشترك كلاوس فورمان. عمل أحد مساعدي الفريق، توني برامويل، كمنتج، ويتذكر برامويل أنه استوحى كيف سيكون الفيلم من تعليق فورمان عند سماعه «حقول الفراولة للأبد» لأول مرة حيث قال: «كل شيء بدا كما لو كان يعزف على آلة غريبة». أمضى برامويل يومين يعمل على شجرة كبيرة في الحديقة لتبدو الشجرة وكأنها «بيانو وقيثارة مجتمعة مع أوتار». لاحظ الناقد الموسيقي جون هاريس في عام 2007، أن تصميم مجموعة برامويل يعكس اصطدام الصفاء والغرابة القوطية، الواضح في فيلم الأغنية.
قدم المقطع صورة جماعية جديدة لفريق البيتلز، حيث أن الأربعة أصبح لهم شوارب رياضية، بدأ ذلك جورج هاريسون عندما غادر إلى الهند في سبتمبر 1966، بالإضافة إلى شارب حدوة الحصان، ارتدى لينون نظارته الدائرية، مثل «الجدة» لأول مرة كعضو في فريق البيتلز، تماشيًا مع مظهره باعتباره الجندي جريبويد في الفيلم الذي شارك في تمثيله «كيف ربحت الحرب»، الذي بسببه قام أيضًا بقص شعره الطويل. بدمج مظهر الفرقة مع ملابسهم المخدرة، تناقض مظهر الفرقة بشكل حاد مع الصورة الشبابية في سنوات جولاتهم.
يعتمد المقطع على الصور المجردة بدلاً من تمثيل الأغنية، ويتميز المقطع بتأثيرات فيلم عكسية (يتحرك فيها الأربعة إلى الخلف)، ويذوب لفترة طويلة، ويقطع القفز بما في ذلك من النهار إلى الليل، والتراكب، واللقطات المقربة الشديدة. يظهر فريق البيتلز وهو يعزف، ثم يصب الطلاء على البيانو؛ وفي مرحلة ما، يبدو أن مكارتني يقفز من الأرض إلى فرع من الشجرة.
كتب الناقد الموسيقي كريس إنجهام: "الفيلم مضاء بشكل جميل ومخيف ... يتم إيلاء الكثير من الاهتمام للصور المقربة لوجوه فريق البيتلز وشعر الوجه ... هناك جو سريالي مناسب حول الفيلم ... وعند تجربته في نفس الوقت مع موسيقى البيتلز الجديدة غير العادية، يكون مُربكًا بشكل لذيذ. كان المشهد الأخير لفريق البيتلز وهم يسكبون الأواني من الطلاء الملون على "البيانو" أمرًا صادمًا بشكل غريب، ولكنه لا يُنسى ببراعة باعتباره بيانًا لنية فنية متمردة.

## وصلات خارجية
https://www.youtube.com/watch?v=HtUH9z_Oey8 حقول الفراولة للأبد (أغنية)
https://www.youtube.com/watch?v=10LSq_J5ol4 حقول الفراولة للأبد (أغنية)
https://www.imdb.com/title/tt7493144/ حقول الفراولة للأبد (أغنية)
https://www.thebeatles.com/song/strawberry-fields-forever نسخة محفوظة 9 يوليو 2021 على موقع واي باك مشين. حقول الفراولة للأبد (أغنية)
https://www.beatlesbible.com/songs/strawberry-fields-forever/3/ حقول الفراولة للأبد (أغنية)
https://www.songfacts.com/facts/the-beatles/strawberry-fields-forever حقول الفراولة للأبد (أغنية)
https://www.the-paulmccartney-project.com/song/strawberry-fields-forever/ حقول الفراولة للأبد (أغنية)
https://www.theguardian.com/travel/2019/sep/13/the-beatles-john-lennon-strawberry-field-liverpool-opens-to-public حقول الفراولة للأبد (أغنية)